# Schreie durch die Nacht
Schreie durch die Nacht (Originaltitel: Gritos en la noche), auch genannt Der schreckliche Dr. Orloff (L’horrible Dr. Orlof), ist ein spanischer, in Kooperation mit Frankreich gedrehter Schwarzweiß-Horrorfilm unter der Regie von Jess Franco aus dem Jahre 1962. Darin sucht sich der Chirurg Dr. Orloff nach dem Unfall seiner Tochter Melissa Sängerinnen und Prostituierte, um deren Gesichter seiner durch den Unfall entstellten Tochter zu transplantieren. Der Fall wird einem jungen Inspektor namens Tanner zugeteilt.

## Handlung
Eine Frau kommt spät nachts betrunken nach Hause und will sich schlafen legen. Sie wird von dem taubstummen und blinden Diener Orloffs namens Morpho, der in ihrem Schrank auf sie wartete, überrascht. Er überwältigt sie und trägt sie davon. Ihre Schreie wecken einige Nachbarn. Eine von ihnen, Estelle Schneyder, eine 22 Jahre alte, sehr aufgedreht wirkende Person, berichtet dem frisch verlobten Inspektor, welcher gerade den Fall zugeteilt bekommen hat, was in der Nacht passierte.
Am nächsten Abend sieht man eine Sängerin, die nach ihrem Auftritt von Orloff an seinen Tisch eingeladen und betrunken gemacht wird. Er schenkt ihr eine Halskette, danach wird sie mit einer Kutsche zu einem zum Verkauf stehenden Haus gefahren und eingeschlossen. Darin wartet wieder der Diener Morpho und tötet auch diese Frau. Anschließend folgt er dem Klopfen des Stockes Orloffs zur Kutsche, sie legen die Frau in einen Sarg und fahren zu einem Bootshaus, von dort weiter über den Fluss und einen Hügel hinauf zu einem Schloss. Am Steg geht die Kette der Frau verloren.
Die neuen Informationen und eine Idee seiner Verlobten Wanda bringen Inspektor Tanner dazu, alle Augenzeugen in einen Raum einzuladen und ihnen Fragen zu stellen. Die Diskussion ergibt, dass es zwei Täter sein müssen und sie erstellen Phantombilder. Wanda trifft, von Tanner unbemerkt, auf Orloff. Dieser ist begeistert von ihrer Haut und der Ähnlichkeit mit seiner Tochter Melissa. Als Tanner zurückkehrt, ist der Doktor verschwunden und der Inspektor bringt seine Verlobte nach Hause. Anschließend macht er sich auf den Weg zu einem Händler, der die Kette der toten Frau von einem arbeitslosen Fischer namens Jennot erhalten hatte. Dieser wiederum berichtet von merkwürdigen Geschehnissen in der Nacht flussaufwärts seiner Angelstelle.
Nachdem Tanner im Dorf den Notstand ausgerufen hat und dadurch viele neue Informationen erhält, wenn auch nur wenig qualifizierte, hat seine Verlobte einen anderen Plan. Sie möchte sich als Lockvogel bereitstellen, erzählt jedoch niemandem davon. In dem Haus, in dem auch die letzte Frau verschwand, trifft sie auf Orloff, entkommt ihm jedoch. Am nächsten Tag tötet Orloff im Wutzustand seine Haushälterin unbeabsichtigt und belügt Morpho, der Gefühle für sie hatte. Während eines Theaterauftritts von Wanda erhält Tanner Fingerabdrücke von Morpho, die mit denen einer Person übereinstimmen, die sieben Jahre zuvor zum Tode verurteilt worden war, vor der geplanten Hinrichtung jedoch einem Herzanfall erlag. Der seit dieser Zeit untergetauchte Gefängnisarzt ist Orloff. Tanner und seine Mitarbeiter wollen das Grab von Morpho öffnen, um seinen Tod zu überprüfen.
Wanda begibt sich nach der Aufführung in die Bar, in der sie den Doktor schon einmal getroffen hatte, und wird gleich in ein Privatzimmer gebeten. Dort stellt sich der Doktor vor und sie trinkt unter falschem Namen mit ihm. Er schüttet ihr etwas in ihren Champagner, doch sie bemerkt es. In einem unbeobachteten Moment schreibt sie eine Nachricht an Tanner. Er ignoriert sie zunächst, weil er eine Fehlinformation annimmt, und begibt sich zum Friedhof. Währenddessen bringt Orloff die Betrunkenheit vorspielende Wanda in ein Zimmer seines Schlosses.
Als Tanner das Grab öffnet, befinden sich keine Knochen darin. Damit ist klar, dass Morpho noch lebt und in die Sache verwickelt ist.
Wanda, die im Zimmer alleine gelassen wurde, nimmt sich einen Kerzenleuchter und beginnt das Schloss zu erforschen, doch wird sie von Morpho gefasst. Vor Schreck fällt sie in Ohnmacht und wird von Morpho für die Operation vorbereitet. Erst jetzt liest der Inspektor die Nachricht seiner Verlobten und macht sich sofort mit Jennot auf den Weg zum Schloss. In der Zwischenzeit findet Morpho seine Geliebte tot auf, sucht Orloff und ersticht ihn. Auch Melissa stirbt kurz darauf. Der Inspektor klettert mit Jennot über die Mauer in den Innenhof. Dort sehen sie Morpho, der Wanda auf den Turm trägt. Tanner zielt mit der Pistole und trifft Morpho. Dieser fällt den Turm hinunter und stirbt, Wanda jedoch bleibt unverletzt. Am Ende sieht Orloff seine tote Tochter Melissa und stirbt.

## Kritik
Carlos Aguilar schreibt in seinem Artikel über den Film: 

„Dem Regisseur gelingt es, die Unterschiedlichkeit der Quellen und Einflüsse, verschiedene Archetypen und Paradigmen des Genres mit seiner eigenen künstlerischen Vision zu einem innovativen Horrorstil à la Jesús Franco zu überformen. Im Mittelpunkt stehen bei ihm eine krankhafte Wertschätzung des Erotischen, ein zwischen grotesk und parodistisch schillernder Humor, der ebenso dramatische wie melodiöse Einsatz von Jazzmusik sowie bestimmte Charakteristika des Melodrams bis hin zum Sensationsroman.“